# توزيع الدخل
في الاقتصاد، توزيع الدخل هو كيفية توزيع إجمالي الناتج المحلي للدولة بين سكانها.
لطالما كان الدخل وتوزيعه مصب اهتمام النظرية الاقتصادية والسياسة الاقتصادية. اهتم الكلاسيكية الاقتصاديين مثل آدم سميث، توماس مالتوس ودافيد ريكاردو أساسا بعامل توزيع الدخل، أي توزيع الدخل بين عوامل الإنتاج الأساسية، الأراضي، العمل ورأس المال.
كما تناول الاقتصاديون الحديثون هذه المسألة، ولكنهم كانوا أكثر اهتماما بتوزيع الدخل عبر الأفراد والأسر المعيشية. وتشمل الشواغل النظرية والسياساتية الهامة العلاقة بين عدم المساواة في الدخل والنمو الاقتصادي.
وقد يكون توزيع الدخل داخل المجتمع ممثلا بمنحنى لورنز. ويرتبط منحنى لورنز ارتباطا وثيقا بمقاييس عدم المساواة في الدخل، مثل معامل جيني.

## قياسه
يختلف مفهوم عدم المساواة عن مفهوم الفقر العدالة. يستخدم علماء الاجتماع مقاييس عدم المساواة في الدخل) أو مقاييس توزيع الدخل (لقياس توزيع الدخل، وعدم المساواة الاقتصادية بين المشاركين في اقتصاد معين، مثل اقتصاد بلد معين أو في العالم بشكل عام. وفي حين أن النظريات المختلفة قد تحاول تفسير كيفية حصول عدم المساواة في الدخل، فإن مقاييس عدم المساواة في الدخل توفر ببساطة نظام قياس يستخدم لتحديد تشتت الدخول.

## الأسباب
تشمل أسباب عدم المساواة في الدخل، ومستويات المساواة/عدم المساواة: السياسات الضريبية، وغيرها من السياسات الاقتصادية، النقابات العمالية سياسات الاحتياطي الفيدرالي السياسات النقدية و المالية السياسات، سوق العمل وقدرات العمال الفردية، التكنولوجيا والأتمتة، التعليم، العولمة، الجنس، العرق والثقافة.

## قياس توزيع الدخل دوليا
باستخدام معاملات جيني، قامت عدة منظمات، مثل الأمم المتحدة ووكالة المخابرات المركزية الأمريكية، بتقييم التفاوت في الدخل حسب البلد. كما يستخدم مؤشر جيني على نطاق واسع في البنك الدولي. وهو مؤشر دقيق وموثوق به لقياس توزيع الدخل على مستوى كل بلد على حدة. وتتراوح قياسات مؤشر جيني من صفر إلى 1 بحيث تكون 1 هي عدم المساواة الكاملة و 0 هي المساواة الكاملة. وقيس مؤشر جيني العالمي بقيمة 0.52 اعتبارا من عام 2016.

2014 World Gini Index